# Альфонсо IV (король Леона)
Альфонсо IV Монах (исп. Alfonso IV el Monje; ок. 899 — 933) — король Астурии и Леона в 925—931 годах, средний сын короля Ордоньо II.

## Биография

### Правление
После смерти в 924 году Ордоньо II его королевство перешло не к его сыновьям: Санчо, Альфонсо и Рамиро, а было присоединено к владениям его младшего брата Фруэлы II, который, таким образом, объединил в своих руках управление тремя королевствами — Леоном, Галисией и Астурией. Когда в 925 году Фруэла II умер, королём стал его сын Альфонсо Фройлас. Однако сыновья Ордоньо II в этом же году подняли мятеж против нового короля, мотивируя свои права на престол тем, что их отец был старшим братом Фруэлы II. Опираясь на поддержку галисийского дворянства, на представительницах знатных семейств которого были женаты Санчо и Рамиро, и духовенства (особенно епископа Сантьяго-де-Компостела Херменгильда), а также на помощь короля Наварры Санчо I Гарсеса, братьям удалось вытеснить Альфонсо Фройласа из Леона, а в 926 году и из Галисии.
После отказа старшего брата Санчо I Ордоньеса занять престол Леона, королём здесь был провозглашён Альфонс под именем Альфонса IV. Его коронация состоялась в Леоне 12 февраля 926 года. Сам Санчо занял престол Галисии. Рамиро получил графство Визеу.
Правление Альфонса протекало в мире с братьями. Об этом свидетельствуют дарственные хартии, подписанные Альфонсом IV, Санчо I и Рамиро, а также проведённый в декабре 927 года в Сарриа сейм знати и духовенства всех трёх королевств: Леона, Галисии и Астурии. Также с маврами не было таких больших столкновений, какие были при короле Ордоньо II.
В 929 году, после смерти старшего брата, бездетного короля Галисии Санчо I Ордоньеса, Альфонс IV соединил в своих руках власть над всеми владениями своего отца.
В 931 году, после смерти своей жены Онеки Санчес, Альфонс принял решение оставить престол. На сейме знати Королевства Леон, состоявшемся в Саморе, он уступил престол своему младшему брату Рамиро II и удалился в монастырь Саагун. Однако спустя год он неожиданно раскаялся в своем решении, ушёл из монастыря и попытался, воспользовавшись отсутствием короля в столице, вновь вернуть себе трон. Его попытка окончилась неудачей: он был захвачен Рамиро II в Саморе и отправлен в монастырь Сан-Хулиан в Руифорко, где и скончался в 933 году.

### Семья
Король Альфонс IV c 923 года был женат на Онеке Санчес (умерла в июне 931 года), дочери короля Наварры Санчо I Гарсеса. У них было 2 сына: Ордоньо IV Злой (ок. 926—962), король Леона (958—959), и умерший в детском возрасте Альфонс.